# Karen Dokka
Karen Dokka, coniugata Vageletos (Vancouver, 25 gennaio 1947), è un'ex sciatrice alpina canadese.

## Biografia
Sciatrice polivalente figlia dell'allenatore di salto con gli sci di origini norvegesi Rolf, Karen Dokka debuttò in campo internazionale in occasione del Criterium de la première neige 1962 (Val-d'Isère, 12-16 dicembre), dove si classificò 23ª nello slalom speciale e 15ª nella combinata; ai IX Giochi olimpici invernali di Innsbruck 1964 (29 gennaio-9 febbraio), suo esordio olimpico e iridato, si piazzò 28ª nella discesa libera, 34ª nello slalom gigante e non completò lo slalom speciale e ai Mondiali di Portillo 1966 (5-14 agosto) fu 21ª nella discesa libera, 20ª nello slalom gigante, 23ª nello slalom  speciale e 9ª nella combinata.
Nella stagione 1966-1967 partecipò alla prima edizione della Coppa del Mondo ed esordì il 10 gennaio a Grindelwald in slalom speciale (14ª). Ai X Giochi olimpici invernali di Grenoble 1968 (9-17 febbraio), sua ultima presenza olimpica e iridata, si classificò 22ª nella discesa libera, 16ª nello slalom gigante, 15ª nello slalom speciale e 14ª nella combinata, disputata in sede olimpica ma valida solo ai fini dei Mondiali 1968; la sua ultima gara in carriera fu lo slalom speciale di Coppa del Mondo disputata il 28 marzo dello stesso anno a Rossland, nel quale la Dokka ottenne il suo miglior piazzamento nel circuito (13ª).